# Клосс, Сесил Боден
Сесил Боден Клосс (англ. Cecil Boden Kloss; 1877—1949) — английский зоолог и орнитолог, специалист по млекопитающим и птицам Юго-Восточной Азии.
В начале 1900-х годов Клосс сопровождал американского натуралиста Уильяма Луиса Абботта в экспедиции на Андаманские и Никобарские острова. С 1908 года он работал под руководством Герберта Кристофера Робинсона в музее в Куала-Лумпура. С 1923 по 1932 год Клосс возглавлял Национальный музей Сингапура.
Именем учёного назван ряд видов растений и животных, в том числе:
- Карликовый гиббон (Hylobates klossii) — млекопитающее, эндемик Ментавайских островов, Индонезия
- Никобарский хохлатый змееяд (Spilornis klossi) — птица, эндемик Андаманских островов
- Eugenia klossii — растение, эндемик Малайзии
- Nepenthes klossii — насекомоядное растение, эндемик Новой Гвинеи
- Begonia klossii
- Rungia klossii — овощное растение Новой Гвинеи
- Cyathea klossii — древовидный папоротник Новой Гвинеи
- Adiantum klossii — папоротник

## Труды
- In the Andamans and Nicobars;: The narrative of a cruise in the schooner «Terrapin», with notices of the islands, their fauna, ethnology, etc. — 1903.